# The Soothsayer
The Soothsayer è un album del sassofonista jazz Wayne Shorter, registrato il 4 marzo del 1965.
Tutti i brani sono stati composti da Wayne Shorter tranne dove indicato diversamente.

## Tracce
1. Lost - 07:14
2. Angola – 04:48
3. Angola (alternate take) - 06:38
4. The big push – 08:19
5. The soothsayer - 09:36
6. Lady day - 05.31
7. Valse triste – 07:35 (Jean Sibelius)

## Formazione
- Wayne Shorter – sassofono tenore
- Freddie Hubbard – tromba
- McCoy Tyner – pianoforte
- Ron Carter – contrabbasso
- Tony Williams – batteria
- James Spaulding – sassofono alto

## Personale tecnico
- Rudy Van Gelder – Ingegnere del suono e registrazione
- Toshikazu Tanaka – Design copertina
- Michael Cuscuna – Note di copertina